# Franc Klar
Franc Klar (roj. Klár Ferenc), slovenski zdravnik in politik, * 6. oktober 1896, Bogojina; † 15. julij 1967, Ljubljana.
Rodil se je v prekmurski kmečki družini očetu Jožefu in materi Ani (rojena Špilak). V tem času je njegov rojstni kraj pripadal Ogrski (Slovenska krajina). Po osnovni šoli v Bogojini in meščanski šoli v Lendavi je od 1913 obiskoval gimnazijo v Monoštru. Med prvo svetovno vojno je bil vojak na ruski in italijanski fronti, od koder se je vrnil bolan. Leta 1917 je maturiral, 1918 se je vpisal na bogoslovje v Sombotelu, nakar je študiral na teološki fakulteti v Innsbrucku. Zaradi bolezni je bil 1920 prisiljen študij teologije opustiti in se vrniti domov. V šolskem letu 1920/21 je bil imatrikuliran na medicinski fakulteti v Ljubljani, 1926 pa je promoviral na medicinski fakulteti v Zagrebu. Po dodatnem študiju zobozdravstva na Dunaju se je 1927 kot zdravnik in zobozdravnik naselil v Dolnji Lendavi. 
Leta 1931 je bil imenovan za banovinskega zdravnika sreza Lendava, s čimer se je začelo tudi njegovo politično delovanje. Politično je bil blizu SLS. Na skupščinskih volitvah leta 1935 je s Koroščevo tiho privolitvijo kandidiral na Jevtićevi listi in bil izvoljen za narodnega poslanca, 1938 pa na Stojadinovićevi; narodni poslanec je bil do razpusta Narodne skupščine 1939. Junija 1936 je bil imenovan za člana glavnega odbora JRZ. 
Med madžarsko okupacijo kot zaveden Slovenec ni smel opravljati zdravniške in zobozdravstvene prakse; bil je pod stalnim policijskim nadzorom, 1944 celo nekaj časa interniran. Januarja 1945 je bil mobiliziran kot vojaški zdravnik za pregled nabornikov iz lendavskega okraja in iz Medžimurja ter je kot tak rešil 320 mladih fantov pred vojaško službo. 
Takoj po osvoboditvi je prevzel dolžnosti sanitetnega referenta za lendavski okraj, julija 1945 pa je bil poslan v preiskovalni zapor in avgusta na politično montiranem procesu obsojen na šest let težkega prisilnega dela. Nekaj dni po izrečeni sodbi mu je bila kazen – zaradi ukaza Slovenskega narodnoosvobodilnega sveta o pomilostitvi oseb, obsojenih po zakonu o kaznovanju zločinov in prestopkov zoper slovensko narodno čast – v celoti razveljavljena, ne pa tudi zaplemba vsega premoženja. Leta 1946 je ponovno nastopil službo zdravnika; v Ljubljani se je uveljavil kot odličen obratni zdravnik. Leta 1961 se je upokojil, vendar je še pet let delal kot zdravnik za študente ljubljanske univerze.